# Conjectura de Cameron–Erdős
La conjectura de Cameron-Erdős, en combinatòria, la van enunciar Peter Cameron i Paul Erdős el 1988. La van demostrar Ben Green i independentment Alexander Sapozhenko el 2003.
La conjectura afirma que el nombre de conjunts suma lliure continguts en {\displaystyle |N|=\{1,\ldots ,N\}} és {\displaystyle O\left({2^{N/2}}\right).} La suma de dos nombres senars és parell, per tant un conjunt suma de conjunts de nombres senars és sempre suma lliure. Hi ha {\displaystyle \lceil N/2\rceil } nombres senars a|N| i, per tant, {\displaystyle 2^{N/2}} subconjunts de nombres senars en|N|. La conjectura de Cameron-Erdős diu que això compta una proporció constant de conjunts suma lliure.